# Холтиці
Холтиці — чеське селище з замком в стилі бароко в окрузі Пардубіце Пардубицького краю. Знаходиться за 15 км на південний захід від Пардубіце, тут живе близько 1,200 осіб.

## Частини села
- Холтиці (центральна частина)
- Ледек
- Подгорки

## Історія
Перша письмова згадка про Choltice датована 1285 роком. Звідси походила родина Седльніцьких з Холтиць, у 14 ст. є згадки про місцевий рід Лацембок Холтицький і наприкінці 15 ст. — Холтичці з Уєзда. В 16 ст. Маєток було куплено Герсдорфами, але фермерське господарство Штепана Герсдорфа було конфісковано через його участь у Повстанні маєтків 1618 — 1620 років і продане графу Шімону Туну, сім'ї якого він належав до 1945 року. На місці середньовічної фортеці наприкінці 17 століття було побудовано замок, каплиця якого з 1855 року служила парафіяльною церквою.
10 листопада 2006 року Холтиці знову отримало статус селища.

## Орієнтири

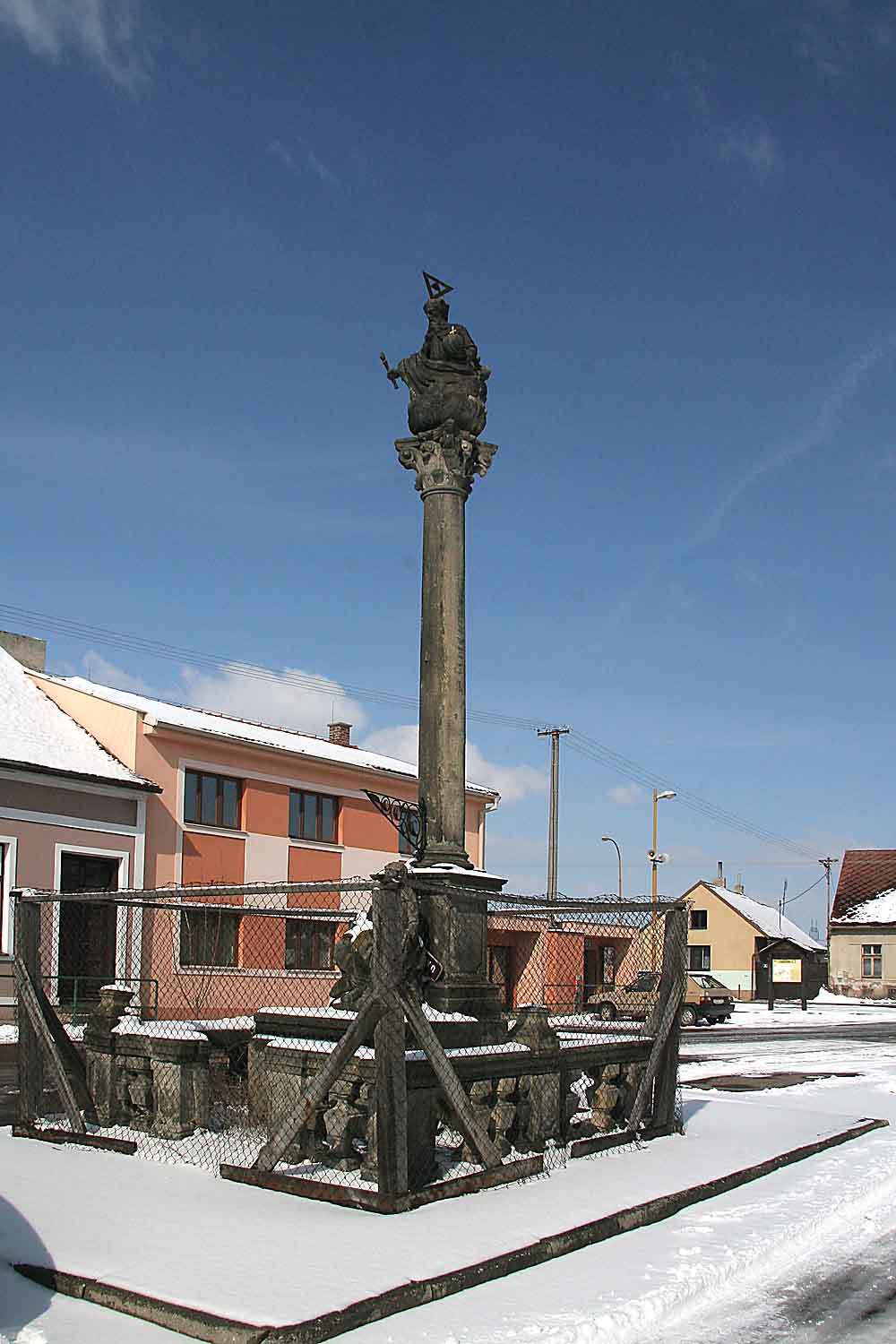
Колона чуми в Холтіце

- Замок в стилі бароко(побудований у 1683-1695) з каплицею св. Ромедія. Одноповерхова будівля з аркадами в цокольному поверсі південного крила. Восьмикутна каплиця з  куполом і ліхтарями з багатим ліпним оздобленням та картини А. Ніволона, вівтарний живопис Дж. М. Роттмайер.[10]
- Заповідник дичини «Холтиці», природний заповідник біля замку
- Садиба між замком та залізничною станцією, кінець 17 століття з бароковою глорієттою в саду
- Цвинтарна каплиця (родинна гробниця Тун-Гогенштейнів), побудована 1873 (Ф. Шморанц)
- Колона зі статуєю Святої Трійці, кінець 17 ст.
- Барокові статуї перед замком, початок 18 ст.
- Міст через Золотий потік
- Дзвіниця навпроти замку, 1863
- Каплиця св. Антоніна

## Відомі жителі
- Йозеф Войцех Гелліх (1807—1880), живописець та археолог
- Богдан Єлінек (1851—1874), поет
- Вінценк Данек (1826—1893), співзасновник ЧКД

### Довідка
1. ↑  Register of territorial identification, addresses and real estates
2. 1 2 3  Register of territorial identification, addresses and real estates
3. 1 2  Czech location identification system — Czech Office of Surveying and Cadastre.
4. ↑  Otevřená data pro volby do zastupitelstev krajů 2024 — ČSÚ.
5. ↑  Historický lexikon obcí České republiky 1869–2005: 1. díl / за ред. J. Růžková, J. Škrabal — ČSÚ, 2006. — 759 с. — ISBN 978-80-250-1310-6
6. ↑  Český statistický úřad Malý lexikon obcí České republiky – 2017 — Český statistický úřad, 2017.
7. ↑  Český statistický úřad Počet obyvatel v obcích - k 1. 1. 2025 — Praha: ČSÚ, 2025.
8. ↑  OSN, heslo Choltice.
9. ↑  Rozhodnutí č. 13 předsedy Poslanecké sněmovny, k stanovení obcí městy a městysi, Miloslav Vlček, 10. listopadu 2006 — neplatný odkaz !
10. ↑  E. Poche, Umělecké památky Čech I. 513.